# City and South London Railway
Die City and South London Railway (C&SLR) war eine Vorgängergesellschaft der heutigen London Underground, der U-Bahn der britischen Hauptstadt London. Deren erster Streckenabschnitt ist die älteste in tief liegenden, gebohrten Röhren errichtete U-Bahn der Welt und die erste, die elektrisch betrieben wurde. Nach ihrer Eröffnung im Jahr 1890 bediente sie auf einer Länge von 5,1 km sechs Stationen zwischen der City of London und Stockwell, wobei sie auch die Themse unterquerte.

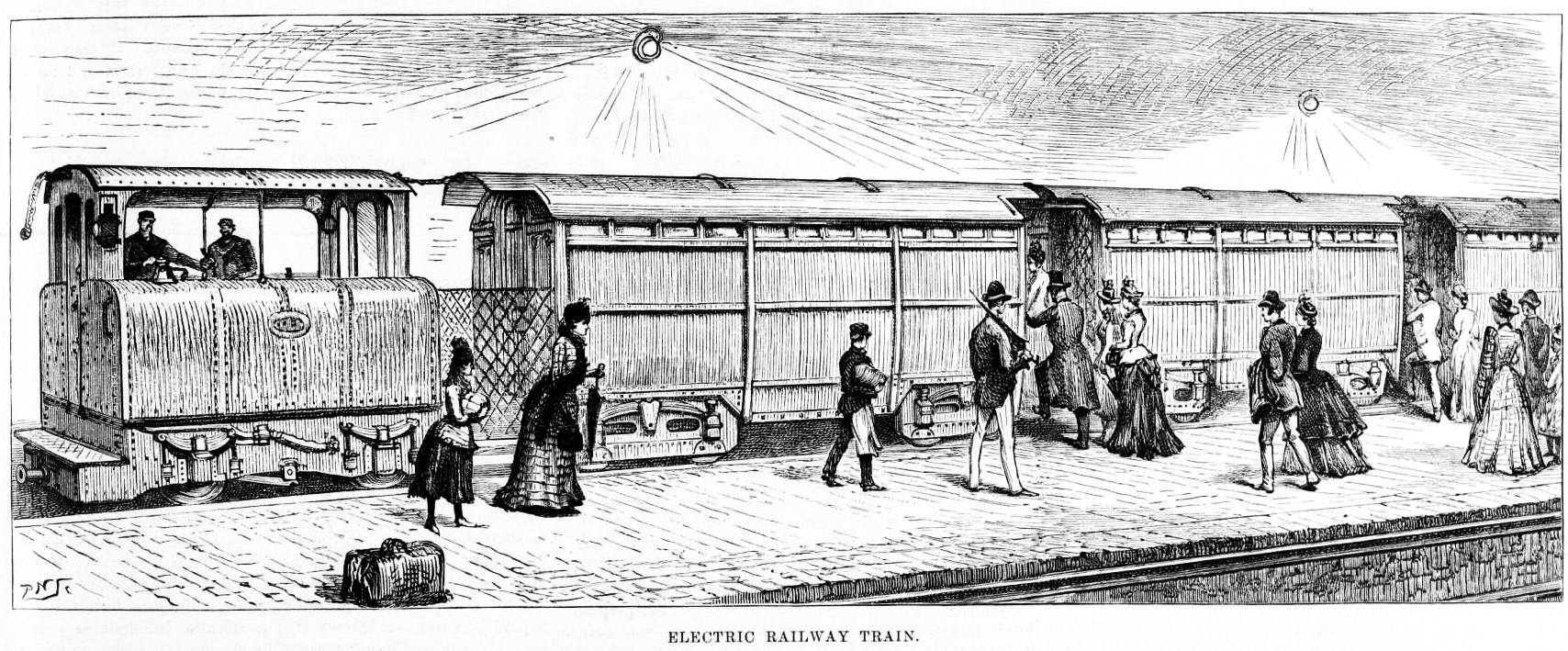
C&SLR-Zug, Abbildung in den Illustrated London News (1890)

Der geringe Durchmesser der beiden einspurigen Tunnel schränkte die Größe der Wagen ein. Diese wurden wegen des Fehlens von Fenstern als padded cells („Gummizellen“) bezeichnet. Die Strecke wurde mehrmals an beiden Enden verlängert und erreichte schließlich eine Länge von 21,7 km. Sie führte von Camden Town nördlich des Stadtzentrums nach Morden (damals noch in der Grafschaft Surrey gelegen) und wies 22 Stationen auf.
Obwohl die C&SLR rege benutzt wurde, hatte die Gesellschaft aufgrund niedriger Fahrpreise und hoher Baukosten mit finanziellen Schwierigkeiten zu kämpfen. 1913 ging sie in der Underground Group auf. In den 1920er-Jahren erfolgten umfangreiche Umbauten, um größere Züge aufnehmen zu können und die Strecke mit den anderen U-Bahn-Strecken zu verbinden. 1933 gelangten die C&SLR und die übrigen Bahnen der Underground Group in öffentlich-rechtlichen Besitz. Heute bildet die Strecke einen Teil der Northern Line.

## Gründung

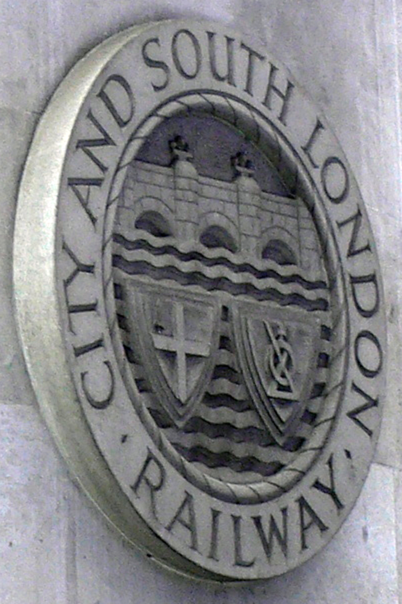
Wappen der City & South London Railway

Am 27. November 1883 erschien in der London Gazette die Meldung, dass dem britischen Parlament eine private Initiative für den Bau der City of London & Southwark Subway vorgelegt werden wird (von Gesetzes wegen musste das Parlament sämtliche privat finanzierten Bahnprojekte genehmigen). Initiator und zugleich Ingenieur der geplanten Bahnstrecke war James Henry Greathead, der 1869/70 die Tower Subway gebaut hatte und dabei die für die CL&SS vorgesehene Tunnelbauweise mit Schildvortrieb und Gusseisen-Segmenten angewendet hatte. Die Strecke sollte bei Elephant & Castle in Southwark beginnen, die Themse unterqueren und zur King William Street in der City of London führen. Die Geleise sollten in zwei Einzelröhren mit einem Durchmesser von 10 Fuß 2 Zoll (3,1 m) verlaufen. Die Gesetzesvorlage erhielt am 28. Juli 1884 die königliche Zustimmung (Royal Assent) und erlangte als City of London and Southwark Subway Act, 1884 Rechtskraft.
Abschnitt 5 des Gesetzes hielt fest:
The works authorised by this Act are as follows:-
A subway commencing … near … Short Street at the … junction … with Newington Butts and terminating at King William Street …
The subway shall consist of two tubes for separate up and down traffic and shall be approached by means of staircases and by hydraulic lifts.
(„Die durch dieses Gesetz genehmigten Arbeiten sind die folgenden: Eine Untergrundbahn, beginnend … bei der … Short Street an der … Kreuzung … mit Newington Butts und in der King William Street endend … Die Untergrundbahn soll aus zwei Röhren für getrennten Verkehr nord- und südwärts bestehen, die mittels Treppen und hydraulischen Aufzügen zugänglich sind.“)
Im November 1886, fünf Monate nach Beginn der Bauarbeiten, wurde vor dem Parlament eine weitere private Initiative eingereicht, welche die Verlängerung der Tunnel von Elephant & Castle weiter südwärts nach Kennington und Stockwell vorsah. Sie erlangte am 12. Juli 1887 Rechtskraft als City of London and Southwark Subway (Kennington Extensions, &c.) Act, 1887. Die Tunnel dieses Abschnitts wiesen einen leicht größeren Durchmesser von 10 Fuß 6 Zoll (3,2 m) auf. Noch vor Eröffnung der Bahnstrecke verabschiedete das Parlament ein weiteres Gesetz, das die nochmalige Verlängerung bis Clapham Common ermöglichte. Es wurde am 25. Juli 1890 als City and South London Railway Act, 1890 veröffentlicht und beinhaltete auch die Namensänderung der Gesellschaft in City & South London Railway.

## Antrieb und Infrastruktur
Wie die Tower Subway sollte auch die C&SLR ursprünglich ähnlich einer Standseilbahn mittels eines Stahlkabels durch die Röhre gezogen werden. Als Antrieb sollte eine stationäre Maschine dienen, die eine konstante Geschwindigkeit erzeugte. Abschnitt 5 des Gesetzes von 1884 hielt fest:
The traffic of the subway shall be worked by … the system of the Patent Cable Tramway Corporation Limited or by such means other than steam locomotives as the Board of Trade may from time to time approve.
(„Der Verkehr dieser Untergrundbahn soll durch … das System der Patent Cable Tramway Corporation Limited bewältigt werden oder auf eine Weise, die der Board of Trade im Laufe der Zeit genehmigen möge, ausgenommen Dampflokomotiven.“)
Die Züge sollten durch Klemmen an das Kabel befestigt werden. Die Klemmen wiederum sollten in den Stationen geöffnet und geschlossen werden, so dass die Wagen ab- und wieder angehängt werden könnten. Dadurch sollte das Kabel ununterbrochen laufen können und ein Stationshalt nicht die übrigen Züge auf der Strecke behindern, die dasselbe Kabel nutzen. Die genehmigten Tunnelverlängerungen zeigten die technischen Grenzen des Kabelantriebs auf. Noch bevor eine Lösung gefunden werden konnte, stellte das Kabelunternehmen seine Geschäftstätigkeit ein. Aufgrund des geringen Durchmessers der Tunnel war der Einsatz dampfbetriebener Züge nicht möglich, auch schloss das Gesetz diese Möglichkeit explizit aus. Die Lösung des Problems war die Zuführung elektrischer Energie über eine Stromschiene unter dem Zug.

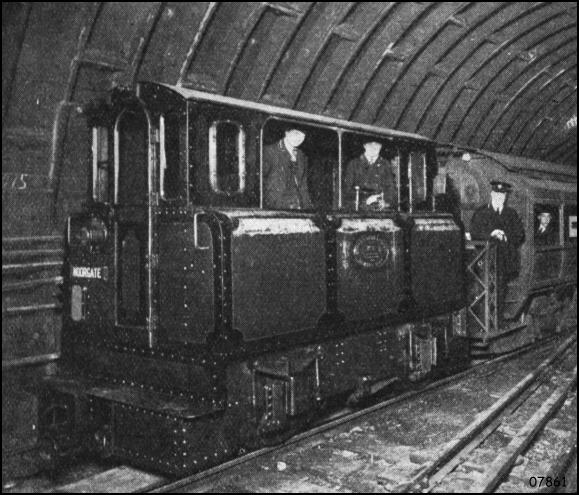
Elektrolok-bespannter Zug der City and South London Railway

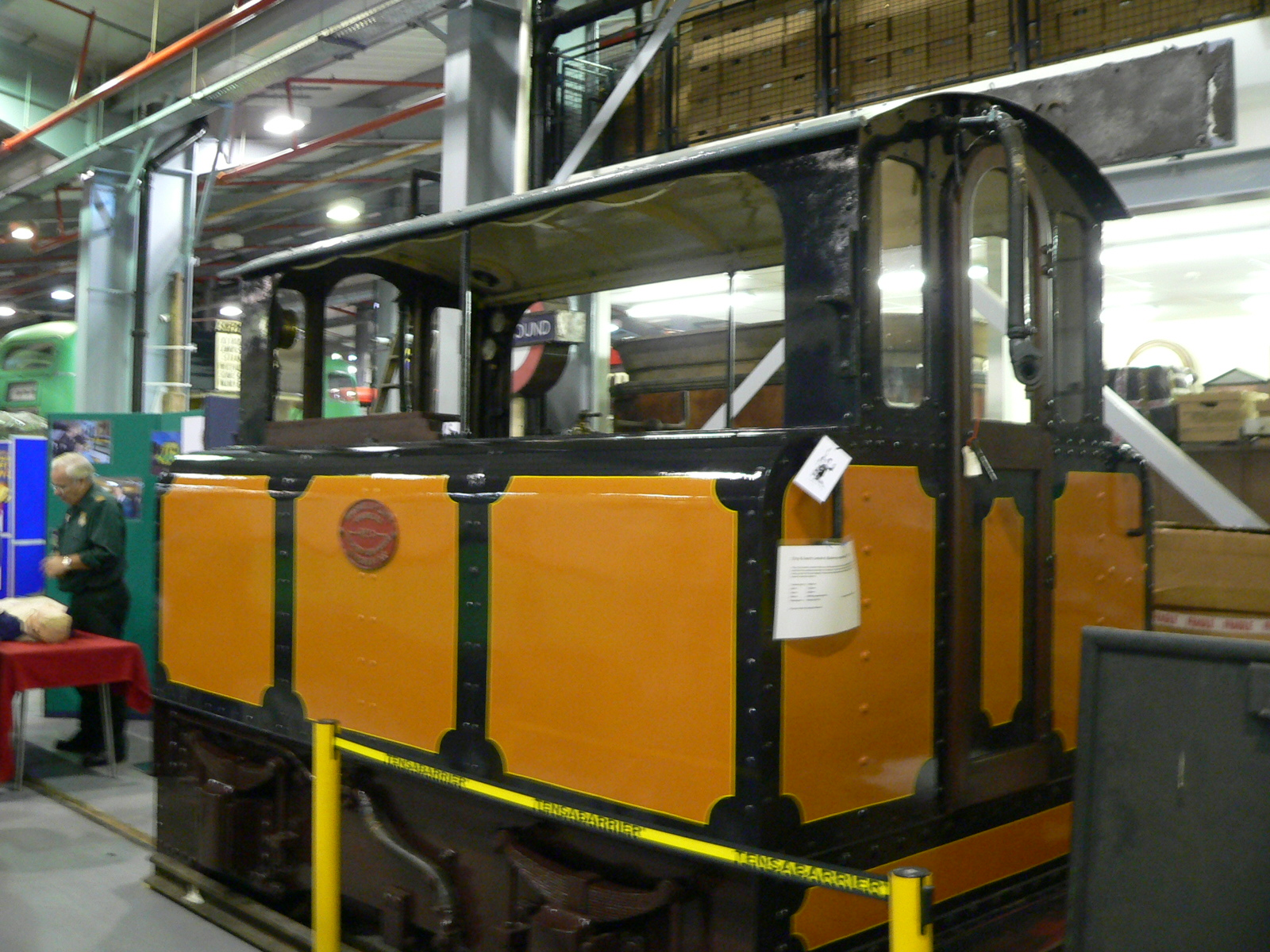
C&SLR-Lok Nr. 13 im Depot des London Transport Museum

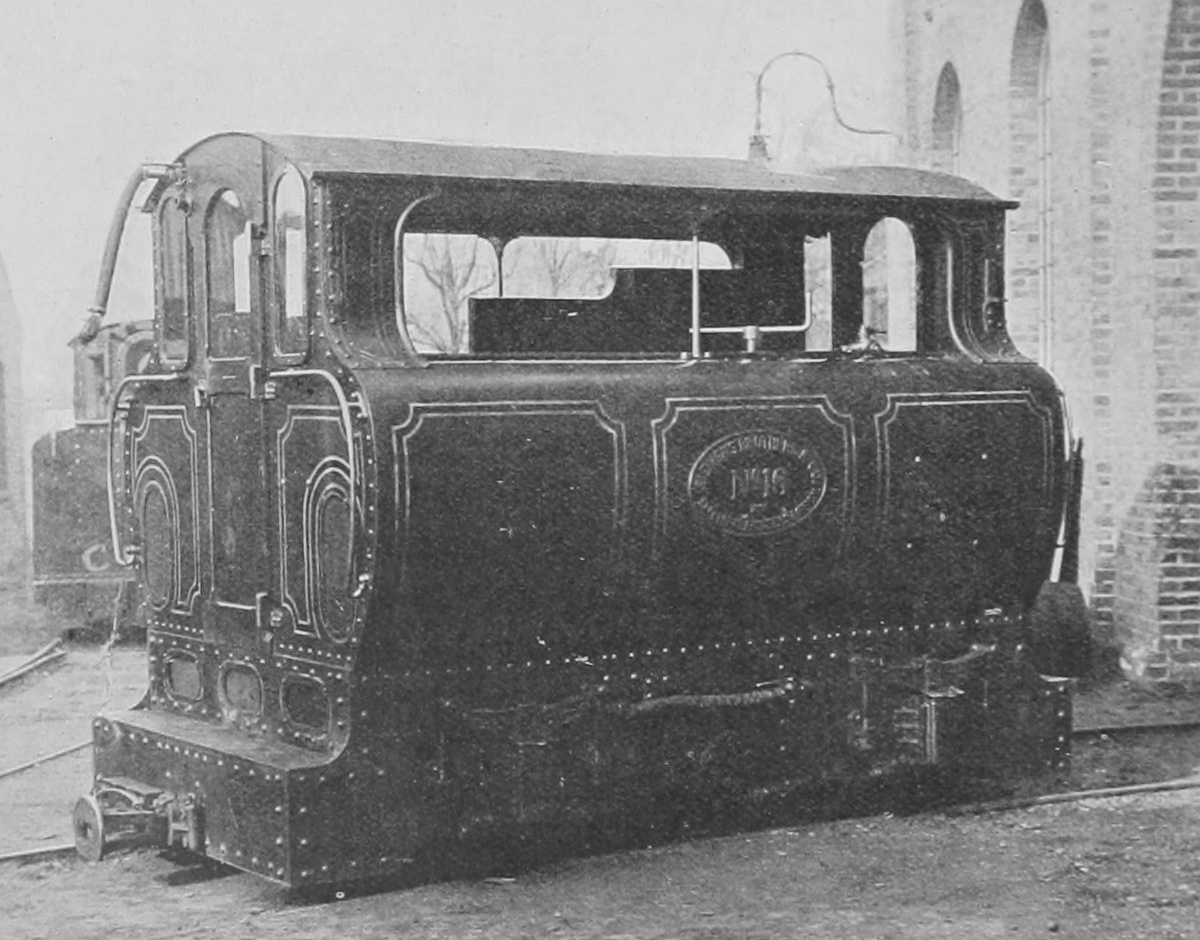
Siemens-Lokomotive

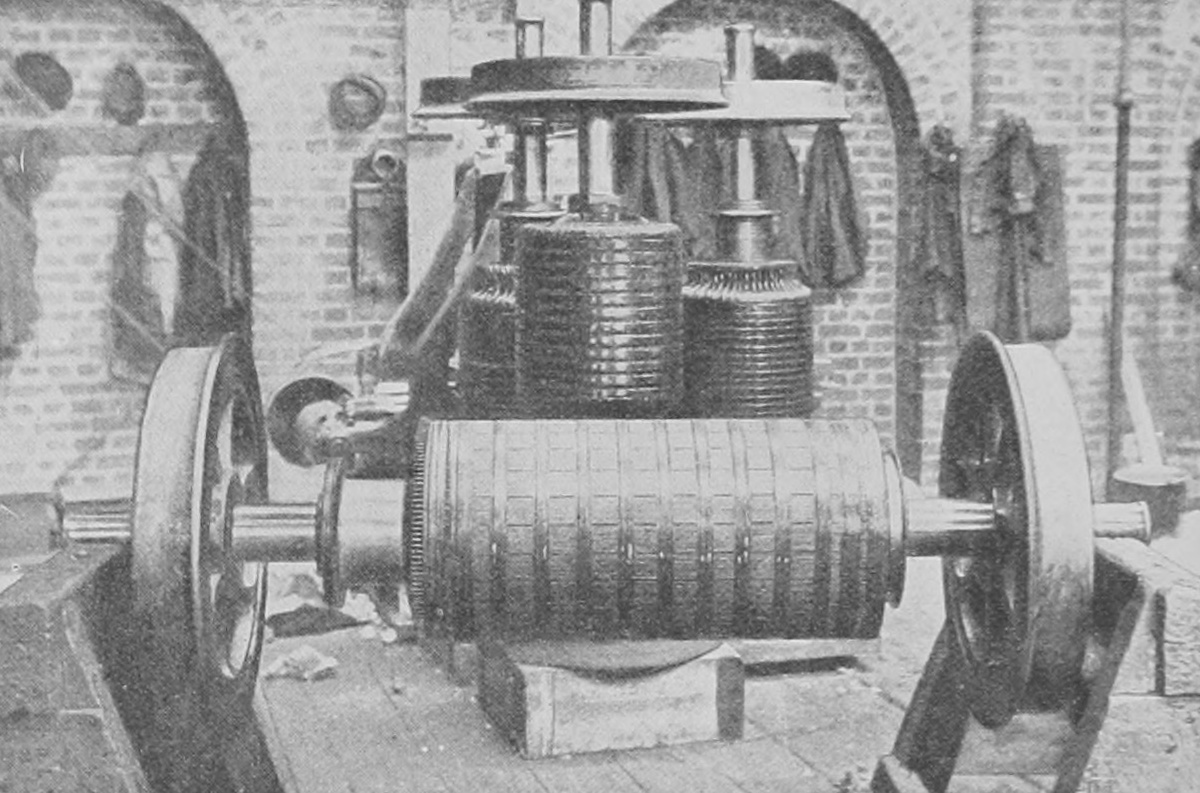
Radsatz einer Elektrolokomotive mit aufgepresstem Anker des Fahrmotors

Zwar war diese Antriebsart im vorhergehenden Jahrzehnt getestet und auf wenigen kurzen Strecken auch eingeführt worden, doch die City & South London Railway war die erste bedeutende Bahngesellschaft der Welt, die den elektrischen Antrieb einsetzte. Auf der Strecke wurden Elektrolokomotiven von verschiedenen Herstellern eingesetzt, wie zum Beispiel Mather & Platt und Siemens. Sie wurden mit einer Spannung von 500 Volt betrieben und waren in der Lage mehrere Wagen zu ziehen. Alle Lokomotiven bis auf eine verwendeten Achsmotoren, bei welchen der Anker direkt auf die Radsatzwelle aufgezogen war. Die einzige Lokomotive mit Tatzlagerantrieb war unbeliebt wegen des lauten Getriebes. Sie wurde deshalb nur als Reserve und für den Rangierdienst eingesetzt.
Bei Stockwell entstanden an der Oberfläche eine Betriebswerkstatt und ein Kraftwerk. Der Zugang zur Strecke erfolgte zunächst über einen 2,8 % steilen, heute zugemauerten Tunnel. Das Rollmaterial wurde bis 1905 mit einer dampfbetriebenen Kettenwinde an die Oberfläche gezogen, danach kam ein hydraulischer Lift zum Einsatz. Die Wagen fuhren nur bei Generalüberholungen zur Betriebswerkstatt, abgestellt wurden sie im Tunnel. Aufgrund der schwachen Leistung der Generatoren und der Unzuverlässigkeit der elektrischen Energie zu jener Zeit wurden die Stationen mit Gaslampen beleuchtet.
Für die Tunnel bestanden unterschiedliche Planungsvarianten: Die Planung eines großen Tunnels, der beide Richtungsgleise aufgenommen hätte, wurde schon frühzeitig nicht mehr verfolgt, da er nicht im Gesetz zur Errichtung der Linie enthalten war und für zu teuer befunden wurde. Außerdem ging man davon aus, dass die Stabilität eines solchen Tunnels unter seiner Größe gelitten hätte. Auch für die Ausführung der Zwillingstunnel waren zwei Varianten vorgesehen. So hätte entweder ein zweigeschossiger Tunnel entstehen sollen oder zwei parallele Tunnelröhren. Gleichzeitig mit der Entscheidung zugunsten des elektrischen Antriebs fiel die Wahl auf letztere Variante, wobei im Verlauf der Unterquerung der Themse ein doppelstöckiger Tunnel errichtet wurde.

## Bau und Eröffnung
Als erster Abschnitt wurden unter der Themse zwei Tunnel zeitlich voneinander getrennt errichtet. Für den Bau der weiteren Strecke richtete man zwei Zugangsschächte bei den Stationen Borough sowie Elephant and Castle ein, von wo aus man die Tunnel in beide Richtungen vorantrieb. Der südlichste Abschnitt erreichte mit einer maximalen Geschwindigkeit von bis zu 24 m/Woche die Endstation Stockwell. Die Tunnelröhren wurden mit siebenteiligen Gusseisenringen ausgekleidet und mit geteertem Hanf sowie Zement abgedichtet. Um das Eindringen von Wasser zu verhindern, herrschte bei der Errichtung hoher Luftdruck in den Schächten.
Der Prince of Wales, der spätere König Edward VII., eröffnete den ersten Abschnitt der Strecke offiziell am 4. November 1890. Der fahrplanmäßige Betrieb wurde am 18. Dezember 1890 aufgenommen. Die Züge verkehrten von Stockwell zur King William Street, mit Zwischenhalt an den Stationen The Oval, Kennington, Elephant & Castle und Borough.

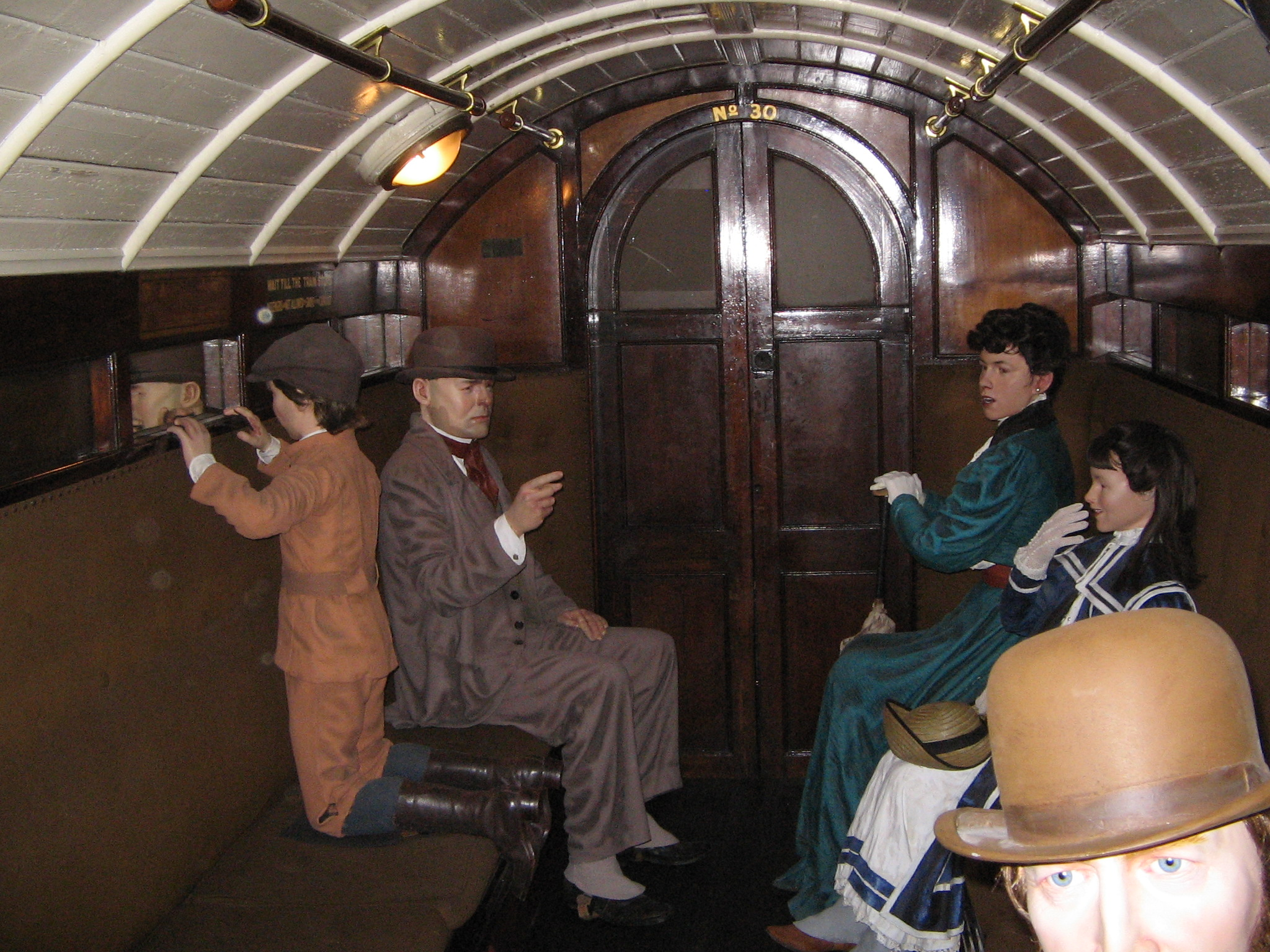
Innenansicht eines C&SLR-Wagens („Gummizelle“)

Zu Beginn bestanden die Züge aus der Elektrolok und drei Wagen. Die Wagen, in denen 32 Fahrgäste Platz fanden, verfügten über längsseitig angeordnete Sitzbänke. Schiebetüren an beiden Enden führten zu Plattformen, wo der Ein- und Ausstieg erfolgte. Die Gesellschaft war der Ansicht, in einem Tunnel gäbe es ohnehin nichts zu sehen. Aus diesem Grund hatten die Wagen keine Fenster, sondern lediglich kleine verglaste Sehschlitze hoch über den Sitzen. Auf den Plattformen fuhren Türwärter mit, die für das Öffnen und Schließen der Gitterschranken zuständig waren und die Stationsnamen ausriefen.
Da die Wagen sehr eng waren und bei manchem Fahrgast Klaustrophobie auslösten (während der Hauptverkehrszeit hielten sich oft bis zu 72 Personen darin auf), erhielten sie bald den Ruf, „Sardinenbüchsen“ beziehungsweise „Gummizellen“ zu sein. Im Gegensatz zu anderen Bahnen gab es keine Wagenklassen oder Papierfahrscheine. Stattdessen wurde an den Zugangssperren ein Einheitsfahrpreis von zwei Pence erhoben, unabhängig von der zurückgelegten Entfernung. Trotz der beengten Verhältnisse und der Konkurrenz durch Straßenbahnen und Pferdeomnibusse reisten im ersten Betriebsjahr 1891 über 5,1 Millionen Fahrgäste mit der Bahn. Um den Andrang bewältigen zu können, setzte die Gesellschaft bald zusätzliche Züge ein.

## Verlängerungen nach Clapham und Islington (1890–1901)
| \| \| \| Nach Chalk Farm/Kentish Town \| 1907 \| \| \| \| Camden Town \| 1907 \| \| \| \| Camden Town Junction \| \| \| \| \| Mornington Crescent (CCE&HR) \| 1907 \| \| \| \| Verbindung zur CCE&HR bei Camden Town \| 1924 \| \| \| \| \| \| \| \| \| Euston \| 1907 \| \| \| \| CCE&HR nach Warren Street \| \| \| \| \| King’s Cross St. Pancras \| 1907 \| \| \| \| Angel \| 1901 \| \| \| \| City Road \| 1901–1922 \| \| \| \| Old Street \| 1901 \| \| \| \| Moorgate \| 1900 \| \| \| \| Bank \| 1900 \| \| \| \| King William Street \| 1890–1900 \| \| \| \| Themse \| \| \| \| \| London Bridge \| 1900 \| \| \| \| \| \| \| \| \| Borough \| 1890 \| \| \| \| Elephant & Castle \| 1890 \| \| \| \| Verbindung nach Waterloo \| 1926 \| \| \| \| Kennington \| 1890 \| \| \| \| \| \| \| \| \| Oval \| 1890 \| \| \| \| Stockwell Depot \| 1890–1923 \| \| \| \| Ursprüngliche Station Stockwell \| 1890–1923 \| \| \| \| Stockwell \| 1924 \| \| \| \| Clapham North \| 1900 \| \| \| \| Clapham Common \| 1900 \| \| \| \| Clapham South \| 1926 \| \| \| \| Balham \| 1926 \| \| \| \| Tooting Bec \| 1926 \| \| \| \| Tooting Broadway \| 1926 \| \| \| \| Colliers Wood \| 1926 \| \| \| \| South Wimbledon \| 1926 \| \| \| \| Tunnelportal \| \| \| \| \| Morden \| 1926 \| \| \| \| Nicht gebaute Verbindung zur W&SR \| \| \| \| \| Morden Depot \| \| \| \| \| Morden South \| 1930 \| |  |                                       |                           |
| U-Bahn-Strecke (im Tunnel) · U-Bahn-Strecke (im Tunnel) |  | Nach Chalk Farm/Kentish Town          | 1907                      |
| |  | Camden Town                           | 1907                      |
| U-Bahn-Abzweig geradeaus, nach links und von links (im Tunnel) · U-Bahn-Abzweig geradeaus, nach rechts und von rechts (im Tunnel) |  | Camden Town Junction                  | Camden Town Junction      |
| U-Bahn-Strecke (im Tunnel) · U-Bahn-Haltepunkt / Haltestelle (im Tunnel) |  | Mornington Crescent (CCE&HR)          | 1907                      |
| U-Bahn-Strecke (im Tunnel) · U-Bahn-Strecke (im Tunnel) |  | Verbindung zur CCE&HR bei Camden Town | 1924                      |
| U-Bahn-Strecke von links (im Tunnel) · U-Bahn-Kreuzung mit Tunnelstrecke und geradeaus unten (im Tunnel) · U-Bahn-Strecke nach rechts (im Tunnel) |  |                                       |                           |
| |  | Euston                                | 1907                      |
| U-Bahn-Strecke nach rechts (im Tunnel) · U-Bahn-Strecke (im Tunnel) |  | CCE&HR nach Warren Street             | CCE&HR nach Warren Street |
| U-Bahn-Bahnhof (im Tunnel) |  | King’s Cross St. Pancras              | 1907                      |
| U-Bahn-Haltepunkt / Haltestelle (im Tunnel) |  | Angel                                 | 1901                      |
| ehemaliger U-Bahn-Haltepunkt / Haltestelle (im Tunnel) |  | City Road                             | 1901–1922                 |
| U-Bahn-Haltepunkt / Haltestelle (im Tunnel) |  | Old Street                            | 1901                      |
| U-Bahn-Haltepunkt / Haltestelle (im Tunnel) |  | Moorgate                              | 1900                      |
| U-Bahn-Haltepunkt / Haltestelle (im Tunnel) |  | Bank                                  | 1900                      |
| U-Bahn-Strecke von links (außer Betrieb) (im Tunnel) · U-Bahn-Kreuzung mit Tunnelstrecke und geradeaus oben (Querstrecke außer Betrieb) (im Tunnel) · U-Bahn-Kopfbahnhof Streckenende und quer (Strecke außer Betrieb) (im Tunnel) |  | King William Street                   | 1890–1900                 |
| |  | Themse                                |                           |
| U-Bahn-Strecke (außer Betrieb) (im Tunnel) · U-Bahn-Bahnhof (im Tunnel) |  | London Bridge                         | 1900                      |
| |  |                                       |                           |
| U-Bahn-Haltepunkt / Haltestelle (im Tunnel) |  | Borough                               | 1890                      |
| U-Bahn-Haltepunkt / Haltestelle (im Tunnel) |  | Elephant & Castle                     | 1890                      |
| U-Bahn-Strecke von rechts (im Tunnel) · U-Bahn-Strecke (im Tunnel) |  | Verbindung nach Waterloo              | 1926                      |
| |  | Kennington                            | 1890                      |
| |  |                                       |                           |
| U-Bahn-Haltepunkt / Haltestelle (im Tunnel) |  | Oval                                  | 1890                      |
| U-Bahn-Abzweig geradeaus und ehemals von links (im Tunnel) |  | Stockwell Depot                       | 1890–1923                 |
| ehemaliger U-Bahn-Haltepunkt / Haltestelle (im Tunnel) |  | Ursprüngliche Station Stockwell       | 1890–1923                 |
| U-Bahn-Haltepunkt / Haltestelle (im Tunnel) |  | Stockwell                             | 1924                      |
| U-Bahn-Haltepunkt / Haltestelle (im Tunnel) |  | Clapham North                         | 1900                      |
| U-Bahn-Haltepunkt / Haltestelle (im Tunnel) |  | Clapham Common                        | 1900                      |
| U-Bahn-Haltepunkt / Haltestelle (im Tunnel) |  | Clapham South                         | 1926                      |
| U-Bahn-Haltepunkt / Haltestelle (im Tunnel) |  | Balham                                | 1926                      |
| U-Bahn-Haltepunkt / Haltestelle (im Tunnel) |  | Tooting Bec                           | 1926                      |
| U-Bahn-Haltepunkt / Haltestelle (im Tunnel) |  | Tooting Broadway                      | 1926                      |
| U-Bahn-Haltepunkt / Haltestelle (im Tunnel) |  | Colliers Wood                         | 1926                      |
| U-Bahn-Haltepunkt / Haltestelle (im Tunnel) |  | South Wimbledon                       | 1926                      |
| U-Bahn-Tunnelende |  | Tunnelportal                          | Tunnelportal              |
| U-Bahn-Bahnhof |  | Morden                                | 1926                      |
| |  | Nicht gebaute Verbindung zur W&SR     |                           |
| U-Bahn-Strecke (außer Betrieb) · U-Bahn-Betriebs-/Güterbahnhof Streckenende |  | Morden Depot                          | Morden Depot              |
| Abzweig mit U-Bahn quer und ehemals nach links · Haltepunkt / Haltestelle quer · Strecke quer |  | Morden South                          | 1930                      |

Kurz vor der Eröffnung gab die C&SLR ihre Absicht bekannt, dem Parlament eine weitere Privatinitiative vorzulegen. Geplant war eine neue Strecke vom nördlichen Endpunkt King William Street in Richtung Islington. Wegen der ungünstigen Lage und der nicht ausreichenden Kapazität der Station King William Street sollte die Verlängerung nicht direkt mit dem existierenden Tunnel verbunden werden. Vielmehr war eine Fußgängerverbindung geplant, um das Umsteigen zwischen den separaten Linien zu ermöglichen. Das Parlament wies die Initiative zurück, da es eine Verbindung zur bestehenden Linie forderte. Im November 1891 veröffentlichte die C&SLR eine überarbeitete Version ihrer Initiative. Die Gesellschaft hatte die Nachteile der Station King William Street erkannt und plante lediglich ein Jahr nach der Eröffnung einen neuen Tunnelabschnitt, der den problematischen nördlichen Abschnitt umgehen sollte.
In der Nähe der Station Borough sollten die Tunnel abzweigen und einer neuen Route folgen, die die Anbindung an den Bahnhof London Bridge ermöglicht. Sie sollten anschließend östlich der London Bridge die Themse unterqueren und durch die City of London hindurch bis The Angel in Islington führen. Die gemeinsame Kommission von Unterhaus und Oberhaus musste sich mit zahlreichen weiteren U-Bahn-Projekten befassen, weshalb die Verlängerung der C&SLR erst am 24. August 1893 genehmigt wurde. Das verabschiedete Gesetz beinhaltete eine weitere Initiative aus dem Jahr 1893, die den Bau der Verlängerung südwärts nach Clapham vorsah.
Der Bau der zwei genehmigten Verlängerungen verzögerte sich, da die Finanzierung vorerst nicht sichergestellt war und die Pläne in einzelnen Punkten geändert werden mussten. Die C&SLR brachte drei weitere Initiativen ein, um die bereits erteilten Genehmigungen nicht verfallen zu lassen und um zusätzliche Genehmigungen einzuholen:
- 23. November 1894: Fristverlängerung des Gesetzes von 1890 und Genehmigung für den Bau eines neuen Zugangstunnels zur Station King William Street. Genehmigt als City and South London Railway Act, 1895 am 14. April 1895.[25]
- 22. November 1895: Fristverlängerung des Gesetzes von 1893 und Änderungen an der vorgesehenen Station Bank. Genehmigt als City and South London Railway Act, 1896 am 14. August 1896.[26]
- 26. November 1897: Fristverlängerung des Gesetzes von 1896, Errichtung von Abstellgleisen bei Clapham Common sowie Verkauf der Station King William Street und der Zugangstunnel an die geplante (aber letztlich nie verwirklichte) City and Brixton Railway. Genehmigt als City and South London Railway Act, 1898 am 23. Mai 1898.[27]

Das 1895 verabschiedete Gesetz ermöglichte den Umbau der Endstation King William Street. Aus der eingleisigen Station mit Seitenbahnsteig entstand 1896 eine zweigleisige Anlage mit Mittelbahnsteig, um die Kapazitätsengpässe vorübergehend zu beseitigen. Knapp vier Jahre später, am 24. Februar 1900, wurden die Station und die Zufahrt geschlossen. Am darauf folgenden Tag erfolgte die Eröffnung der nördlichen Verlängerung mit den Stationen London Bridge, Bank und Moorgate Street. Die südliche Verlängerung mit den Stationen Clapham Road und Clapham Common wurde am 3. Juni 1900 in Betrieb genommen. Wie die ursprüngliche Station Stockwell und die umgebaute Station King William Street verfügten Clapham Road und Clapham Common über einen Mittelbahnsteig.
Auf dem verbleibenden Abschnitt der nördlichen Verlängerung schritten die Bauarbeiten voran. Der am 25. Mai 1900 verabschiedete City and South London Railway Act, 1900 erlaubte die Verbreiterung des Tunneldurchmessers in der Station Angel auf 30 Fuß (9,14 m). Am 17. November 1901 erfolgte die Eröffnung des zweiten Teils der nördlichen Verlängerung mit den Stationen Old Street, City Road und Angel.

## Verlängerung nach Euston (1901–1907)

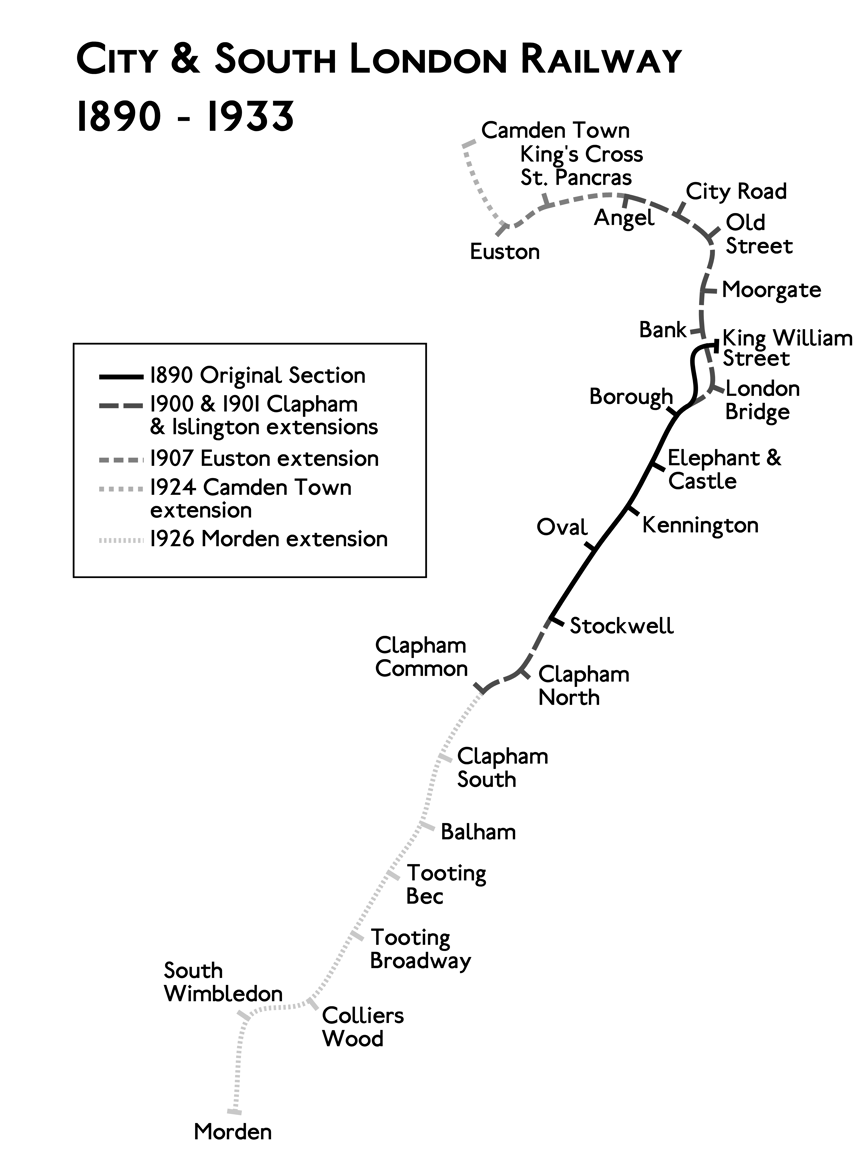
Streckenentwicklung der C&SLR

Trotz der technischen Innovationen der Bahn und der hohen Nachfrage war die C&SLR nicht sonderlich profitabel. Die in rascher Folge gebauten Verlängerungen, von denen sich die Gesellschaft einen höheren Profit versprach, waren eine große finanzielle Belastung. Die ohnehin schon geringen Dividenden sanken weiter (2⅛ % im Jahr 1898, 1⅞ % 1899 und 1¼ % 1900) und die Gesellschaft wurde wegen der Aufgabe der Station King William Street der Extravaganz bezichtigt. Um das Problem des schlechten Rufes zu umgehen und die Finanzierung zu erleichtern, wurde die nächste Initiative im November 1900 von einer dem Namen nach separaten Gesellschaft vor dem Parlament eingebracht, der Islington and Euston Railway (I&ER), wenngleich sie in der Person von Charles Mott denselben Vorsitzenden hatte. Die projektierte Strecke sollte von der (noch nicht vollendeten) Station Angel zu den Hauptbahnhöfen King’s Cross, St Pancras und Euston führen. Die Initiative der I&ER war nur eines von zahlreichen Projekten, die nach der erfolgreichen Start der Central London Railway (CLR) eingebracht worden waren, weshalb das Komitee von Vertretern beider Parlamentskammern mehr als ein Jahr benötigte, um das Projekt zu prüfen.
Erst 1902 konnte die Vorlage im Parlament behandelt werden. Widerstand leistete eine konkurrierende U-Bahn-Gesellschaft, die Metropolitan Railway (MR), die das Projekt als Bedrohung ihrer eigenen Linie zwischen King’s Cross und Moorgate betrachtete. Die I&ER reichte eine Petition ein und ersuchte darum, die geplante Strecke an die C&SLR zu übertragen, sofern sie genehmigt würde. Das Parlamentskomitee stieß seine frühere Entscheidung um und wies die Vorlage zurück. Im November 1902 reichte die C&SLR in ihrem eigenen Namen eine ähnlich lautende Initiative ein und ersuchte gleichzeitig um die Übernahme der Konzession der inzwischen aufgelösten Gesellschaft City and Brixton Railway (C&BR). Unter dem Bahnhof Euston war eine Umsteigemöglichkeit zur geplanten, noch nicht gebauten Charing Cross, Euston and Hampstead Railway (CCE&HR) vorgesehen. Die Absicht hinter der Übernahme der Konzession der C&BR war es, eine neue Station unter der King William Street zu bauen, die mit der C&SLR-Station Bank und mit der Station Monument der Metropolitan District Railway (MDR) verbunden wäre. Ein drittes Tunnelpaar sollte die Themse unterqueren, anschließend bis Oval parallel zur C&SLR verlaufen und schließlich nach Brixton führen. Diesmal genehmigte das Parlament die Initiative, die am 11. August 1903 als City and South London Railway Act, 1903 Rechtskraft erlangte. Die Rechte der ehemaligen C&BR blieben ungenutzt, doch die Verlängerung ab Angel wurde rasch gebaut. Ab 12. Mai 1907 verkehrten die Züge zu den Stationen King’s Cross St. Pancras und Euston.

## Kooperation und Konsolidierung (1907–1919)
Zwischen 1890 und 1907 waren im Großraum London nicht weniger als sieben neue U-Bahn-Strecken mit mehr als 70 Stationen errichtet worden. Daneben existierten noch die Metropolitan Railway und die Metropolitan District Railway, die bereits Jahrzehnte zuvor gegründet worden waren. Die einzelnen Gesellschaften konkurrierten miteinander und standen auch im Wettbewerb mit elektrischen Straßenbahnen und Omnibussen. In mehreren Fällen hatten sich Fahrgastschätzungen vor der Eröffnung als zu optimistisch erwiesen. Die daraus resultierenden geringeren Einnahmen erschwerten es den Gesellschaften, das geliehene Kapital zurückzuzahlen und Dividenden an die Aktionäre auszuschütten.

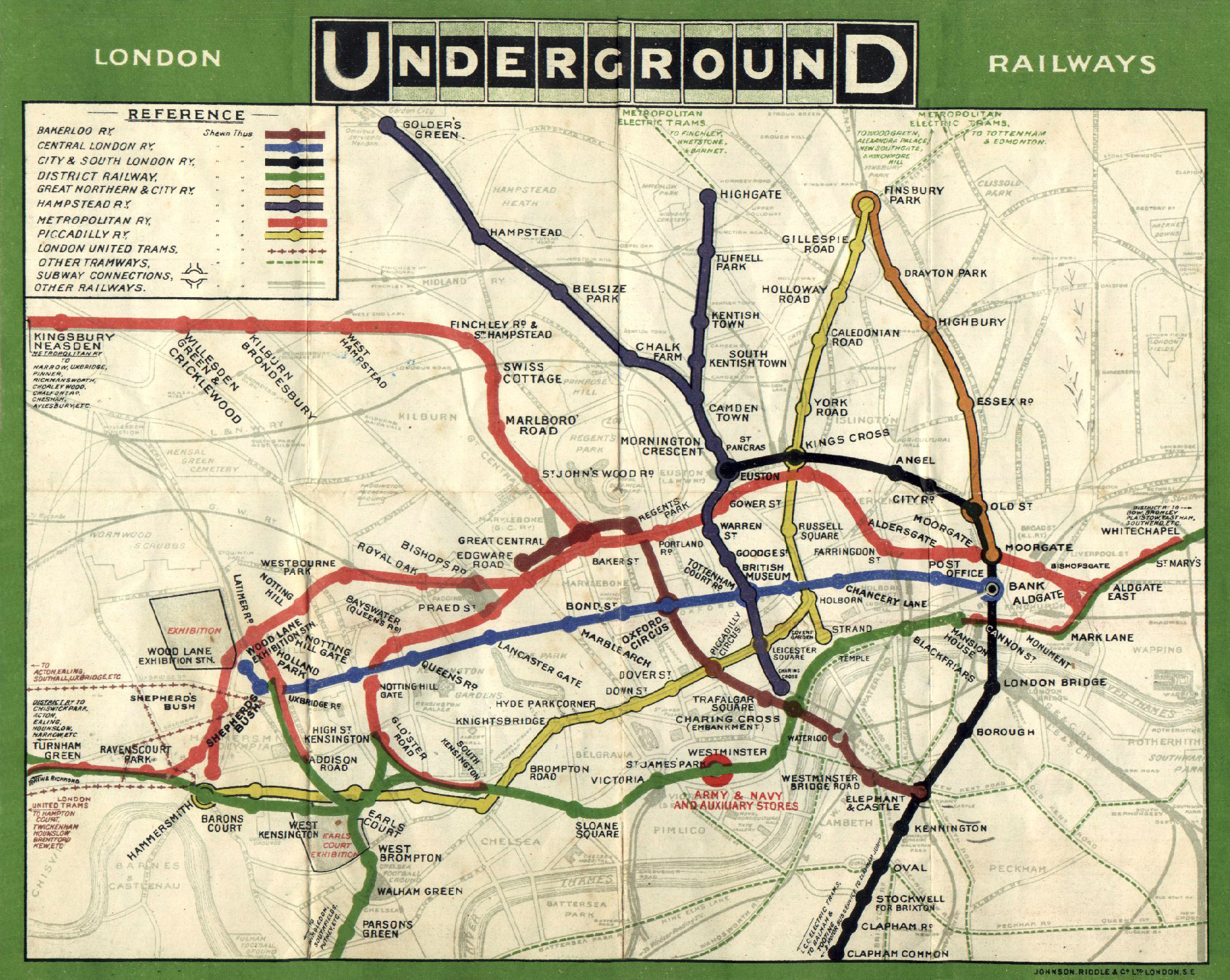
Streckenplan 1908

Im Bestreben, ihre angespannte Situation gemeinsam zu verbessern, begannen die meisten U-Bahn-Gesellschaften Londons, die Fahrpreise aufeinander abzustimmen. Neben der C&SLR waren dies die Central London Railway, die Great Northern & City Railway und die Underground Electric Railways Company of London (UERL, auch Underground Group genannt), die im Besitz der Baker Street & Waterloo Railway (BS&WR), der Great Northern, Piccadilly & Brompton Railway (GNP&BR), der Charing Cross, Euston and Hampstead Railway (CCE&HR) und der Metropolitan District Railway war. Ab 1908 begannen sie, sich gemeinsam als „Underground“ zu vermarkten. Nicht an dieser Kooperation beteiligt waren die Metropolitan Railway und die Waterloo & City Railway (im Besitz der London and South Western Railway).
1912 brachte die C&SLR im Parlament eine weitere Privatinitiative ein und ersuchte darum, den Durchmesser der Tunnelröhren zu erweitern und diesen an den Standard der übrigen U-Bahn-Strecken anzupassen. Die erweiterten Tunnel sollten den Einsatz größerer und modernerer Züge ermöglichen. Gleichzeitig brachte die London Electric Railway (LER), eine 1910 aus der Fusion von BS&WR, GNP&BR und CCE&HR entstandene Tochtergesellschaft der Underground Group, eine weitere Initiative ein, die den Bau einer Verbindung zwischen der C&SLR-Station Euston und der CCE&HR-Station Camden Town vorsah. Mit dieser Verbindung sollte es CCE&HR-Zügen ermöglicht werden, auf der C&SLR-Strecke zu verkehren, und umgekehrt.
Am 1. Januar 1913 wurde die C&SLR von der LER übernommen. Sie bezahlte dafür für zwei ihrer eigenen Aktien je drei der C&SLR. Der dadurch erzielte Rabatt spiegelte die angespannte Lage der älteren Gesellschaft wider (am selben Tag übernahm die LER durch Aktientausch auch die Central London Railway, wobei hier das Verhältnis 1:1 betrug). Das Parlament bestätigte die beiden Übernahmen am 15. August 1913 mit dem City and South London Railway Act, 1913 und dem London Electric Railway Act, 1913. Die projektierten Verlängerungen und die Tunnelverbreiterungen konnten wegen des Ersten Weltkriegs während mehrerer Jahre nicht in Angriff genommen werden.

## Umbau und Verknüpfung (1919–1924)

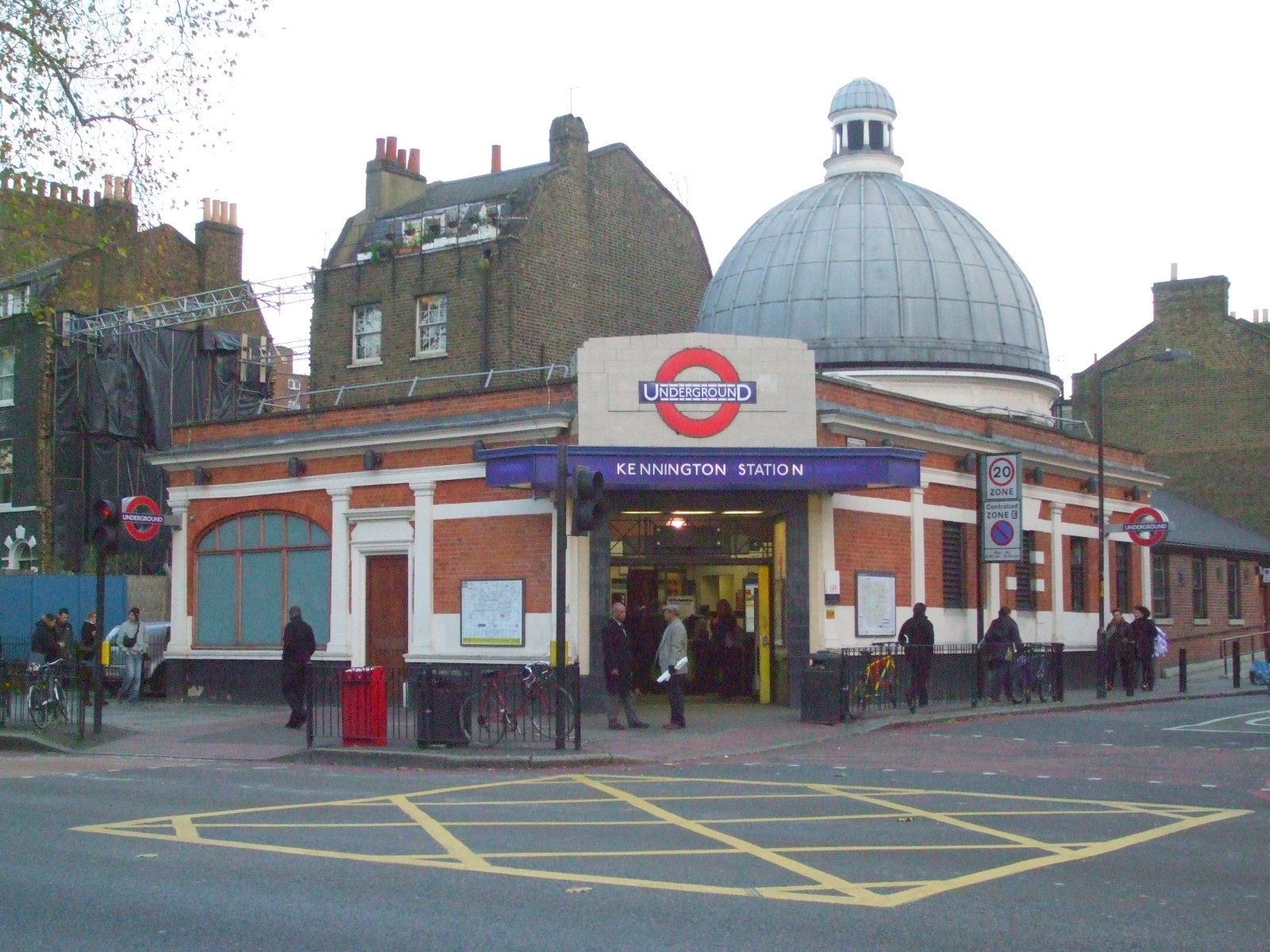
Kennington ist das einzige Stationsgebäude, das weder substanziell verändert noch durch einen Neubau ersetzt wurde

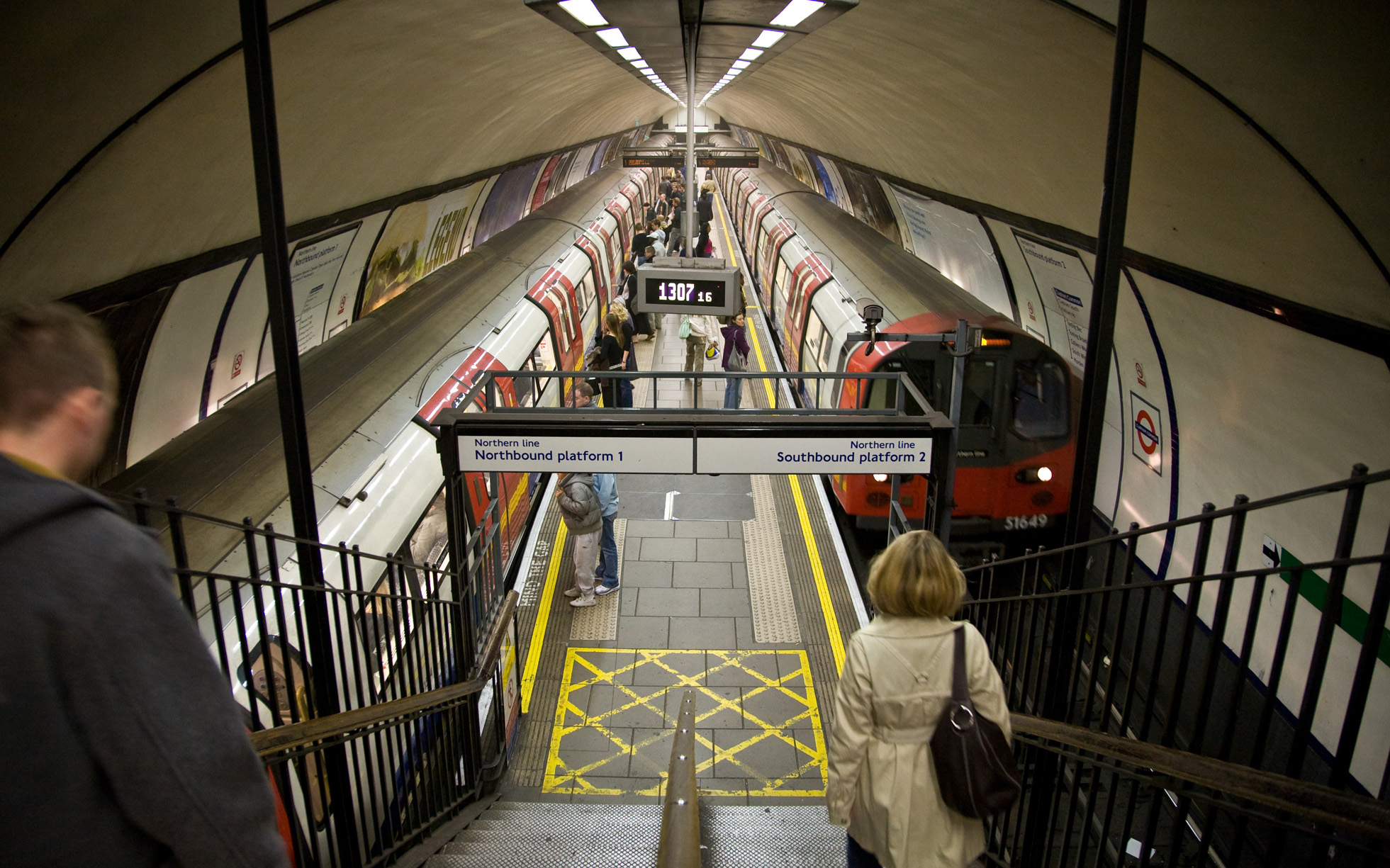
Schmale Mittelbahnsteige waren typisch für die Stationen der C&SLR, heute sind sie nur noch in Clapham North und (wie hier abgebildet) in Clapham Common zu finden.

Im Februar 1919, wenige Monate nach Kriegsende, reichte die C&SLR eine neue Initiative ein, mit der sie um eine Fristverlängerung des Gesetzes von 1913 ersuchte. Das entsprechende neue Gesetz wurde am 19. August 1919 als City and South London Railway Act, 1919 verabschiedet. Zwar wurde die Baugenehmigung 1920 erneuert, doch waren die U-Bahn-Gesellschaften nicht in der Lage, die Arbeiten zu finanzieren. Die Baukosten waren während der Kriegsjahre erheblich gestiegen und die Einnahmen deckten nicht die Kosten für die Rückzahlung des geliehenen Kapitals. Dies änderte sich 1921 mit dem Inkrafttreten des Trade Facilities Act, 1921. das es dem britischen Schatzamt ermöglichte, als Maßnahme zur Senkung der Arbeitslosigkeit Kredite für Bauvorhaben von öffentlichem Interesse zu gewähren. Dank dieser Unterstützung konnten die Bauarbeiten mit siebenjähriger Verzögerung beginnen.
Die Tunnel wurden verbreitert, indem man von jedem Tübbing verschiedene der gusseisernen Segmente entfernte, dahinter den benötigten Freiraum ausgrub und die Segmente mit zusätzlichen Dehnelementen wieder einsetzte. Der nördliche Abschnitt der C&SLR zwischen Euston und Moorgate wurde am 8. August 1922 geschlossen, doch die restliche Strecke blieb weiterhin in Betrieb, da die Arbeiten während der nächtlichen Betriebspause erfolgten. Als am 27. November 1923 ein Zug einen provisorischen Stützbalken niederriss, füllte sich die Tunnelröhre mit Erde. Die Linie wurde zunächst in zwei Abschnitten betrieben, am 28. November 1923 jedoch ganz geschlossen.
Der Abschnitt Euston–Moorgate wurde am 20. April 1924 wiedereröffnet, zusammen mit der neu errichteten Verbindung nach Camden Town. Die restliche Strecke bis Clapham Common folgte am 1. Dezember 1924. Gleichzeitig mit der Verbreiterung der Tunnel waren die Stationen modernisiert worden, mit längeren Bahnsteigen, neuen Fliesen sowie neuen Beschriftungen an der Oberfläche. Einige Stationen erhielten Rolltreppen als Ersatz für die ursprünglichen Aufzüge.

## Verlängerung nach Morden (1922–1926)
Im November 1922 reichte die C&SLR eine neue Initiative ein. Vorgesehen war eine Verlängerung von Clapham Common in südlicher Richtung nach Morden. Von Morden aus sollte die Strecke oberirdisch nach Sutton führen. Das Parlament verabschiedete das Gesetz am 2. August 1923 als City and South London Railway Act, 1923. Drei Monate später jedoch einigte sich die C&SLR mit der Southern Railway (SR) darauf, dass Morden die Endstation der U-Bahn sein sollte. Der oberirdische Teil, die Wimbledon and Sutton Railway, wurde von der SR als konventionelle Eisenbahnstrecke ausgeführt. Südlich der Station Morden entstand eine neue Betriebswerkstatt, auf eine Verbindung zur Eisenbahnstrecke (es fehlten weniger als 200 Meter) verzichtete die C&SLR.
Die Errichtung der Verlängerung erwies sich als weitaus teurer als die Streckenverlängerungen anderer Linien, da das Gebiet auf der ausgewählten Route bereits weiträumig bebaut war. Als Folge davon musste ein Großteil der Strecke unterirdisch verlaufen. Da es sich nicht um eine Unterpflasterbahn handelte, mussten diese Tunnel tief unter der Erde liegen, obwohl sie – was auch durch den Grundstückskauf von unterfahrenen Grundstücken als einzige Alternative begründet war – bloß der Hauptstraße stadtauswärts folgten. Der Tunnelbau war nicht nur ein finanzielles Problem, sondern auch ein statisches, da durchwässerte Kiesschichten diesen erheblich erschwerten. Man konnte dem letzteren Problem durch entsprechende Tunnelbaumethoden begegnen und letztendlich konnte ebenfalls die Finanzierung gesichert werden.
Die Tunnel wurden den älteren Tunnelabschnitten ähnlich gebaut, wenn auch mit größerem Lichtraumprofil. Fast sämtliche von Charles Holden entworfenen Empfangsgebäude mit ihren markanten Kuppeln entstanden über den Stationen an Straßenecken, wofür die bestehende Bebauung abgerissen werden musste. Die Empfangsgebäude waren im Gegensatz zu jenen anderer Underground-Linien nicht an die umliegenden Gebäude angepasst und in die Häuserreihen integriert, sondern standen streng nach ihrer eigenen Architektur unabhängig über den Stationszugängen. Die Endstation Morden umfasste einen großzügig angelegten Umsteigebahnhof zu den lokalen Buslinien. Während im bereits bebauten Gebiet hauptsächlich eine Veränderung der Fahrgastströme erfolgte, hatte die Erweiterung gewaltigen Einfluss auf die Arealentwicklung rund um den neuen Endpunkt: Vor der Erschließung durch die Linie gab es in Morden einige kleine Bauernhöfe, einige Zeit nach der Eröffnung waren bereits ein Kinokomplex und zahlreiche Wohnhäuser am Rand des ursprünglichen Siedlungsgebiets im Bau.
Die Verlängerung nach Morden ging am 13. September 1926 in Betrieb, mit den Zwischenstationen Clapham South, Balham (erst am 6. Dezember), Trinity Road (Tooting Bec), Tooting Broadway, Colliers Wood und South Wimbledon. Ebenfalls am 13. September 1926 wurde die Strecke Charing Cross (heute Embankment) – Kennington eröffnet, wobei Kennington einen zweiten Mittelbahnsteig erhielt. Somit waren die einst getrennten Streckennetze von C&SLR und CCE&HR an zwei Stellen miteinander verknüpft. Auf den Linienplänen waren beide Strecken mit der gleichen Farbe gekennzeichnet, behielten jedoch vorläufig ihre ursprünglichen Namen.

## Übergang in öffentlich-rechtlichen Besitz (1924–1933)
Trotz der Modernisierung der C&SLR und Verbesserungen in anderen Teilen des U-Bahn-Netzes hatten die einzelnen Gesellschaften weiterhin Mühe, einen Profit zu erwirtschaften. Da die Underground Group seit 1912 im Besitz der hochprofitablen London General Omnibus Company (LGOC) war, konnte sie mit den Gewinnen der Busgesellschaft, die beinahe über ein Monopol verfügte, den Betrieb der defizitären U-Bahnen quersubventionieren. Aufgrund der Konkurrenz zahlreicher kleiner Busgesellschaften zu Beginn der 1920er-Jahre sanken die Gewinne der LGOC, was sich auf die Wirtschaftlichkeit der gesamten Underground Group negativ auswirkte.
Der Vorsitzende der Underground Group, Lord Ashfield, versuchte die Regierung davon zu überzeugen, den öffentlichen Nahverkehr in der Region London zu regulieren. Im Verlauf der 1920er-Jahre wurden mehrere entsprechende Gesetzesvorlagen ausgearbeitet. Hauptakteure in der Debatte um den Grad der Regulierung waren Lord Ashfield und Herbert Stanley Morrison, Labour-Abgeordneter des London County Council (und späterer Außenminister). Ashfield strebte danach, die Underground Group vor Konkurrenz zu schützen und das Straßenbahnnetz des London County Council zu kontrollieren; Morrison hingegen wollte das gesamte Verkehrswesen staatlicher Kontrolle unterstellen. Nach zahlreichen gescheiterten Anläufen wurde Ende 1930 eine Vorlage eingebracht, die die Schaffung des London Passenger Transport Board (LPTB) vorsah. Dieses öffentlich-rechtliche Unternehmen sollte die Kontrolle über die Underground Group, die Metropolitan Railway sowie sämtliche Bus- und Straßenbahnlinien in einem Gebiet übernehmen, das als London Transport Passenger Area bezeichnet wurde (entspricht in etwa dem heutigen Greater London mit kleineren angrenzenden Gebieten). Der LPTB war ein Kompromiss – öffentlich-rechtlicher Besitz, aber keine vollständige Verstaatlichung – und nahm seine Tätigkeit am 1. Juli 1933 auf. An diesem Tag wurden die C&SLR und alle anderen U-Bahn-Gesellschaften liquidiert.
→ Geschichte der Strecke nach 1933 siehe Northern Line

## Nachwirkung
Die Technologien des Röhrentunnelbaus und des elektrischen Antriebs, die erstmals von der C&SLR angewendet worden waren, beeinflussten die Entwicklung nachfolgender U-Bahnen in London. Die C&SLR bewies, dass eine unterirdische Eisenbahn gebaut werden konnte, ohne teure Grundstücke zu erwerben, auf denen die knapp unter der Erdoberfläche liegenden Tunnels für dampfbetriebene Züge ausgehoben wurden. Stattdessen war es nun möglich, tief liegende Röhren ohne Beeinträchtigung der Verhältnisse an der Oberfläche zu bohren. Die C&SLR diente somit als Vorbild für den Bau mehrerer weiterer unterirdischer Bahnen in London – in einem weitaus größeren Umfang, als es bei der konventionellen Bauweise je möglich gewesen wäre. Der geringere Durchmesser und die Tieflage der Tunnelröhren brachte aber einige Nachteile mit sich – die Größe der Wagen ist beschränkt und im Sommer kann die warme Luft nicht entweichen.
Während des Zweiten Weltkriegs wurden die stillgelegten Tunnel zwischen den Stationen Borough und King William Street zu Luftschutzbunkern umfunktioniert. Eingänge befanden sich an der King William Street und an sechs verschiedenen Standorten südlich der Themse (geplant waren neun). In den 1960er-Jahren wurden die Tunnel verwendet, um die Entlüftung der Station London Bridge zu unterstützen. Alle Eingänge (außer an der 9 London Bridge Street) wurden mit Beton geschlossen. Die meisten der sechs ursprünglichen C&SLR-Stationen sind im Rahmen des Umbauprogramms der 1920er-Jahre neu gebaut oder später modernisiert worden. Nur das Gebäude der Station Kennington blieb weitgehend im Originalzustand erhalten, mit der Kuppel über dem Aufzugsschacht als markantestem Teil.

## Rollmaterial

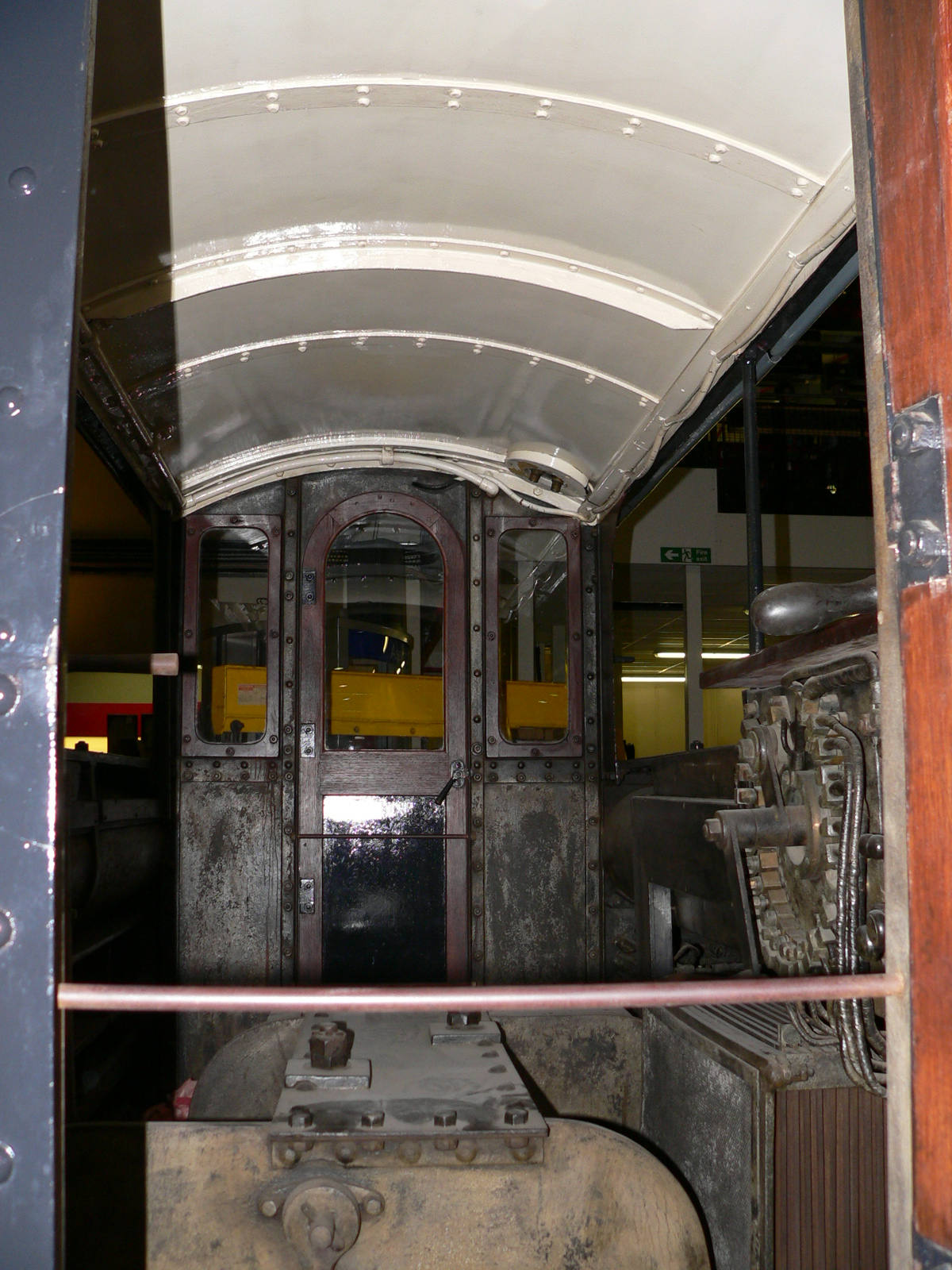
Das Innere der Lok Nr. 13

1889 wurden zwei Prototypen von Elektrolokomotiven gebaut, um ihre Einsatzfähigkeit zu testen. Die Lokomotive 1 erhielt Achsmotorantriebe, die Lokomotive 2 dagegen Tatzlagermotoren. Der Tatzlagerantrieb erwies sich als zu laut für den Tunnelbetrieb, sodass die weiteren Lokomotiven auf Basis des ersten Prototyps in Auftrag gegeben wurden. Ihr Design unterschied sich leicht. Entworfen hatte sie Dr. Edward Hopkinson, gebaut wurden sie von Mather & Platt, die Kästen stammten von Beyer-Peacock. Die Lokomotiven waren wegen des geringen Tunneldurchmessers relativ klein und liefen auf zwei Radsätzen. An beiden Enden der Fahrerkabine befand sich eine Tür, die Steuerelemente waren an der Seite angebracht.
Die Lokomotiven erreichten mit drei Wagen eine Geschwindigkeit von 25 mph (40,2 km/h), doch bei voller Last stießen sie in Steigungen an ihre Leistungsgrenzen. Die Lokomotiven waren mit Druckluftbremsen ausgerüstet. Zu Beginn konnte die Druckluft nicht in den Maschinen erzeugt werden. Sie wurde in der Station Stockwell aufgefüllt. Später wurden in die Lokomotiven Kompressoren eingebaut. Insgesamt wurden 49 Lokomotiven in Dienst gestellt: Zwei stammten von Siemens, eine baute die C&SLR selbst, zwei waren Prototypen der zweiten Generation. Die meisten Lokomotiven, nämlich die 29 der zweiten Generation, baute Crompton & Co.
Nach der Schließung der in ihrer Kapazität eingeschränkten Station King William Street im Jahr 1900 waren die Lokomotiven in der Lage, vier Wagen zu ziehen. Fünf-Wagen-Züge wurden 1907 eingeführt. Züge mit sechs Wagen verkehrten während weniger Wochen bis zur zeitweiligen Betriebseinstellung der Strecke im November 1923. Nach der folgenden Erweiterung des Tunneldurchmessers und der Wiedereröffnung kamen standardisierte Triebwagen des Typs 1923 Tube Stock zum Einsatz.
Die Lokomotive 13 und ein Wagen der ersten Generation sind der Nachwelt erhalten geblieben. Diese werden im London Transport Museum ausgestellt.